# Daniele Faraggiana
Daniele Davide Faraggiana (Torino, 16 maggio 1950) è un ex multiplista italiano; dopo il ritiro è diventato medico sportivo ed è salito all'attenzione della stampa a causa di uno scandalo in materia di doping che negli anni '80 ha colpito i vertici della FIDAL e del CONI, per cui al tempo lavorava.

## L'atleta
Nipote di Giancarlo Antinori, che sul finire dell'Ottocento aveva ottenuto risultati regionali nel salto in alto, 
negli anni 1970 Faraggiana ha fatto parte della Nazionale di atletica leggera dell'Italia, con 11 presenze nel decennio e 3 titoli italiani di specialità (due outdoor ed uno indoor). L'ASAI lo definisce un buon decatleta.

## Il medico
Laureatosi a Torino, nel 1977, in medicina e chirurgia, ivi specializzato nel 1980 in medicina dello sport, è dal 1988 iscritto al relativo Albo provinciale di Pisa. Come medico lavorò per le federazioni italiane dell'atletica leggera e della lotta e sollevamento pesi. 
Faraggiana è stato uno dei principali artefici dei successi italiani alle Olimpiadi di Los Angeles 1984, come le medaglie d'oro conquistate da Norberto Oberburger nel sollevamento pesi e da Alessandro Andrei nel getto del peso.
È stato l'ideatore, insieme a Luciano Gigliotti (allenatore di Gelindo Bordin e Stefano Baldini), del "test del lattato", un metodo di verifica delle caratteristiche di un atleta finalizzato a riscontrare la migliore disposizione verso il mezzofondo veloce ovvero quello prolungato attraverso opportuni prelievi di stille di sangue negli intervalli fra corse sui 2000 m eseguite a velocità crescenti; si individua il valore della velocità ideale per l'organismo esaminato quando la concentrazione dell'acido lattico nel sangue smette di crescere al crescere della velocità della corsa.

## Lo scandalodoping
In seguito al rinvenimento avvenuto nel 1986 di appunti attribuiti al Faraggiana, in cui alcuni nomi di atleti azzurri erano in un elenco di persone alle quali venivano somministrati steroidi anabolizzanti, scoppiò in Italia uno scandalo assai seguito dalla stampa, e che fu oggetto di indagini della magistratura e di una apposita commissione d'inchiesta istituita in seno al CONI.
Dopo che stralci di quegli appunti erano stati pubblicati dal settimanale L'Espresso, nel 1987 l'allora responsabile del mezzofondo italiano, Romano Tordelli, scrisse una lettera a Primo Nebiolo, presidente della Federazione mondiale di atletica, e in essa - secondo quotidiani e settimanali del tempo - indicava il Faraggiana come colui il quale "coordina per conto della Fidal l'approvvigionamento agli atleti e ai tecnici degli steroidi anabolizzanti e del testosterone".
Ha scritto Sandro Donati di aver conosciuto bene Faraggiana, il quale gli avrebbe affermato di rivestire un ruolo di "calmieratore nei confronti di atleti e tecnici che, indipendentemente da lui, avrebbero comunque assunto" le sostanze illecite. Donati riporta inoltre che Faraggiana gli avrebbe riferito di essere colui il quale queste sostanze si procacciava e somministrava poi agli atleti, risultando il solo a esporsi. Lo stesso autore parla degli appunti, tutti vergati dal Faraggiana tranne uno (scritto da un allenatore), e precisa che si trattava di 60 pagine, di cui 54 dedicate all'atletica leggera e le restanti 6 al sollevamento pesi; fra questi c'erano delle liberatorie con cui gli atleti esplicitamente accettavano di essere sottoposti dal professionista a trattamenti ("terapia farmacologica") con steroidi anabolizzanti (ma versioni successive delle lettere avrebbero omesso la menzione della sostanza e del medico, parlando genericamente di "medici della FIDAL"). C'erano inoltre, sempre secondo la stessa fonte, minuziosi dettagli sulle posologie, sulle disintossicazioni, sui protocolli clinici seguiti e i nomi dei prodotti, in particolare il metandrostenolone, oltre che le date di consegna e i rispettivi luoghi e destinatari. 
Riferisce la stampa che Faraggiana negò che quelle carte fossero sue e che al 1988 non era stato mai coinvolto nelle denunce che avevano già causato l'istituzione di una commissione d'inchiesta del CONI sul doping, la quale nel febbraio 1988 lo escusse. 
Secondo un altro testo del Donati, nel marzo 1989, teste in un processo per diffamazione, Faraggiana fu espressamente richiesto dal giudice istruttore Valentino Pezzuti di chiarire se i famosi appunti fossero o meno stati scritti da lui, ma egli non rispose con chiarezza, riconoscendone solo parte e, avendo dichiarato di non ricordare, guadagnando anche un'ammonizione della corte.
Nell'ottobre 1989, il quotidiano La Repubblica riferì di un presunto ordine di comparizione che sarebbe stato spiccato dalla Procura presso il Tribunale di Savona per esercizio abusivo della professione; anche secondo altre fonti, che però non confermavano il capo d'accusa, l'ordine riguardò anche Claudio Polletti, direttore tecnico azzurro dei pesi, e l'allenatore Wojciech Dousa, e sarebbe stato dovuto alle accuse esposte dagli atleti Pietro Pujia e Massimo Binelli, dichiaratisi danneggiati dall'uso delle sostanze illecite. Sempre La Repubblica riferì negli stessi giorni di una presunta sospensione cautelativa del medico dalla federazione medici sportivi. Il quotidiano La Stampa dettagliò poco tempo dopo che il procuratore di Savona Michele Russo avrebbe interrogato il Faraggiana a seguito di un avviso di garanzia per concorso in somministrazione di sostanze vietate unitamente ai detti Polletti e Dousa; tutti e tre avrebbero respinto gli addebiti.
Sotto il profilo penale, nel giugno del 1990 organi di informazione riferivano che il giudice per le indagini preliminari di Savona avrebbe disposto il non luogo a procedere nei confronti del Faraggiana, del Polletti e del Dousa per sopravvenuta amnistia; in questa sede si indicava che i due allenatori fossero indagati per esercizio abusivo dell'arte medica e di somministrazione di sostanze illecite, mentre al Faraggiana si contestava solo questo secondo capo d'accusa. Tre mesi prima la commissione d'inchiesta del CONI aveva già prosciolto, riferiva La Stampa, i tre indagati, poiché «non sarebbe emerso, nelle vicende denunciate, alcun coinvolgimento da parte di elementi della federazione» (FILPJ); di questa Faraggiana era consulente.
Faraggiana esercita la professione di medico dello sport a Pisa ed è presidente dell'Associazione Medico Sportiva Dilettantistica di Pisa.

## Primati personali
- Decathlon: 7364 pt, corrispondenti a 7203 pt secondo la tabella in vigore dal 1985, 36ª prestazione italiana di tutti i tempi[21]

## Campionati nazionali
1973
- ai Campionati italiani assoluti, decathlon - 6710 pt

1976
- ai Campionati italiani assoluti, decathlon - 7364 pt

1980
- ai Campionati italiani assoluti indoor, pentathlon - 5322 pt